# Cenobítids
Els cenobítids (Coenobitidae) són una família de crustacis decàpodes anomurs de la superfamília Paguroidea.

## Taxonomia
La família Coenobitidae inclousdos gèneres descrits:
- Birgus Leach, 1816. Comprèn una sola espècie coneguda, Birgus latro, que és l'artròpode terrestre més gran.
- Coenobita Latreille, 1829. Inclou 17 espècies.